# Bruce Willis
Walter Bruce Willis (ur. 19 marca 1955 w Idar-Oberstein) – amerykański aktor, producent filmowy i muzyk, jedna z największych gwiazd kina akcji.
Przełomowym momentem w karierze była rola w serialu Na wariackich papierach (1985–1989). Pozycję światowej gwiazdy filmowej dała mu rola nowojorskiego policjanta Johna McClane’a w filmie Szklana pułapka (1988). Zagrał we wszystkich następnych sequelach Szklana pułapka 2 (1990), Szklana pułapka 3 (1995), Szklana pułapka 4.0 (2007), Szklana pułapka 5 (2013). Wystąpił także w filmach, takich jak Ze śmiercią jej do twarzy (1992), Pulp Fiction (1994), 12 małp (1995), Piąty element (1997), Armageddon (1998), Szósty zmysł (1999), Niezniszczalny (2000) Łzy słońca (2003), Sin City: Miasto grzechu (2005), Osaczony (2005), 16 przecznic (2006), Red (2010), Kochankowie z Księżyca. Moonrise Kingdom (2012), Niezniszczalni 2 (2012), Looper – Pętla czasu (2012), Split (2016) czy Glass (2019).
Laureat dwóch Złotych Globów i nagród Emmy, lecz także dwóch Złotych Malin. Odznaczony Orderem Sztuki i Literatury.

## Życiorys

### Młodość
Jest synem urodzonej w Kassel Niemki Marlene i Davida Willisa, Amerykanina o angielskich korzeniach. Jego matka pracowała w banku, a ojciec był żołnierzem i pracownikiem bazy wojskowej w Strasburgu. Ma siostrę i dwóch młodszych braci: Davida i Roberta (zmarł w 2001 roku na raka trzustki). W 1957 roku wyjechał z rodziną do Stanów Zjednoczonych.
Po ukończeniu liceum był m.in. ochroniarzem.

### Kariera aktorska

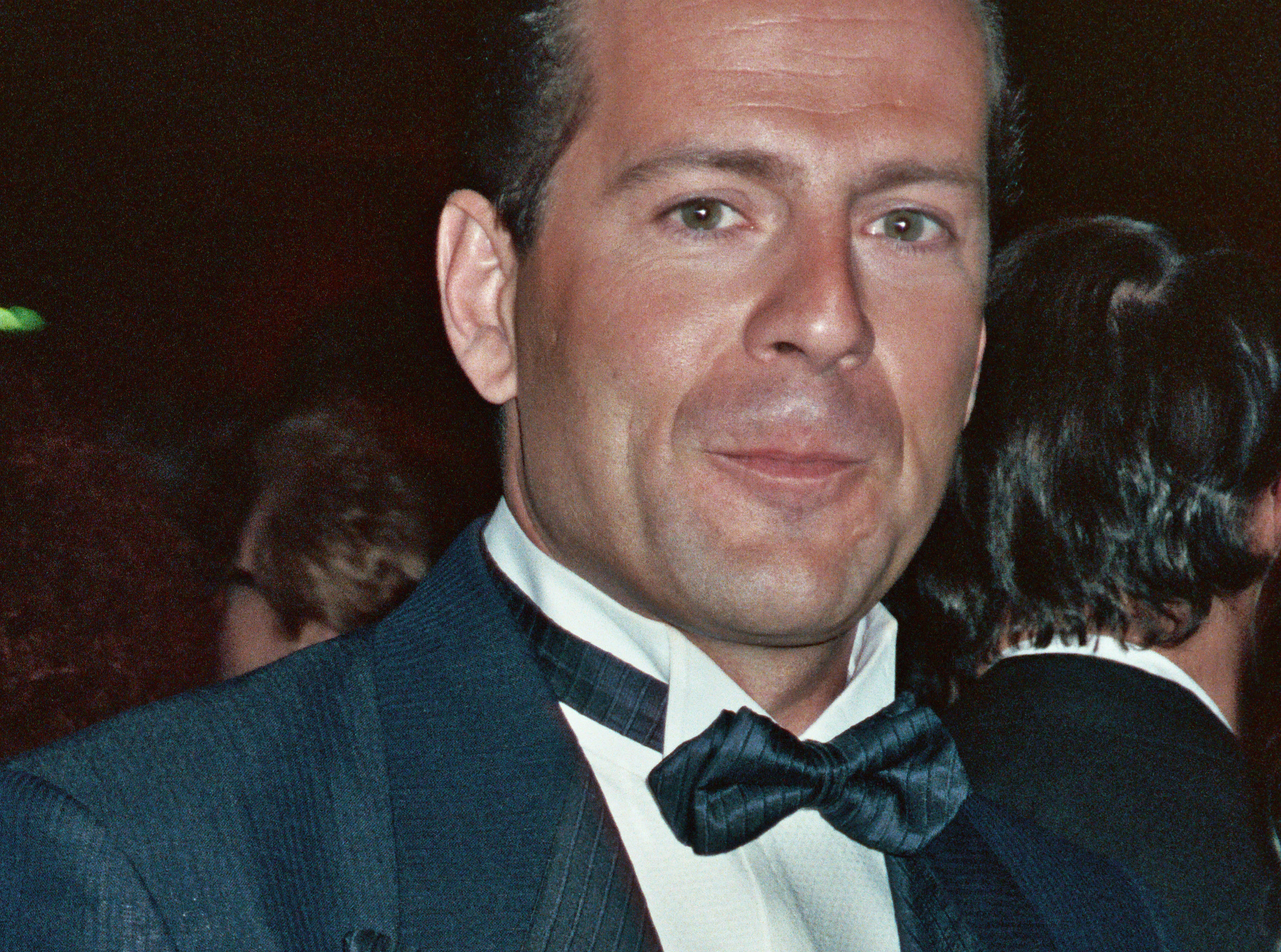
Willis na 61. ceremonii wręczenia Oscarów (1989)

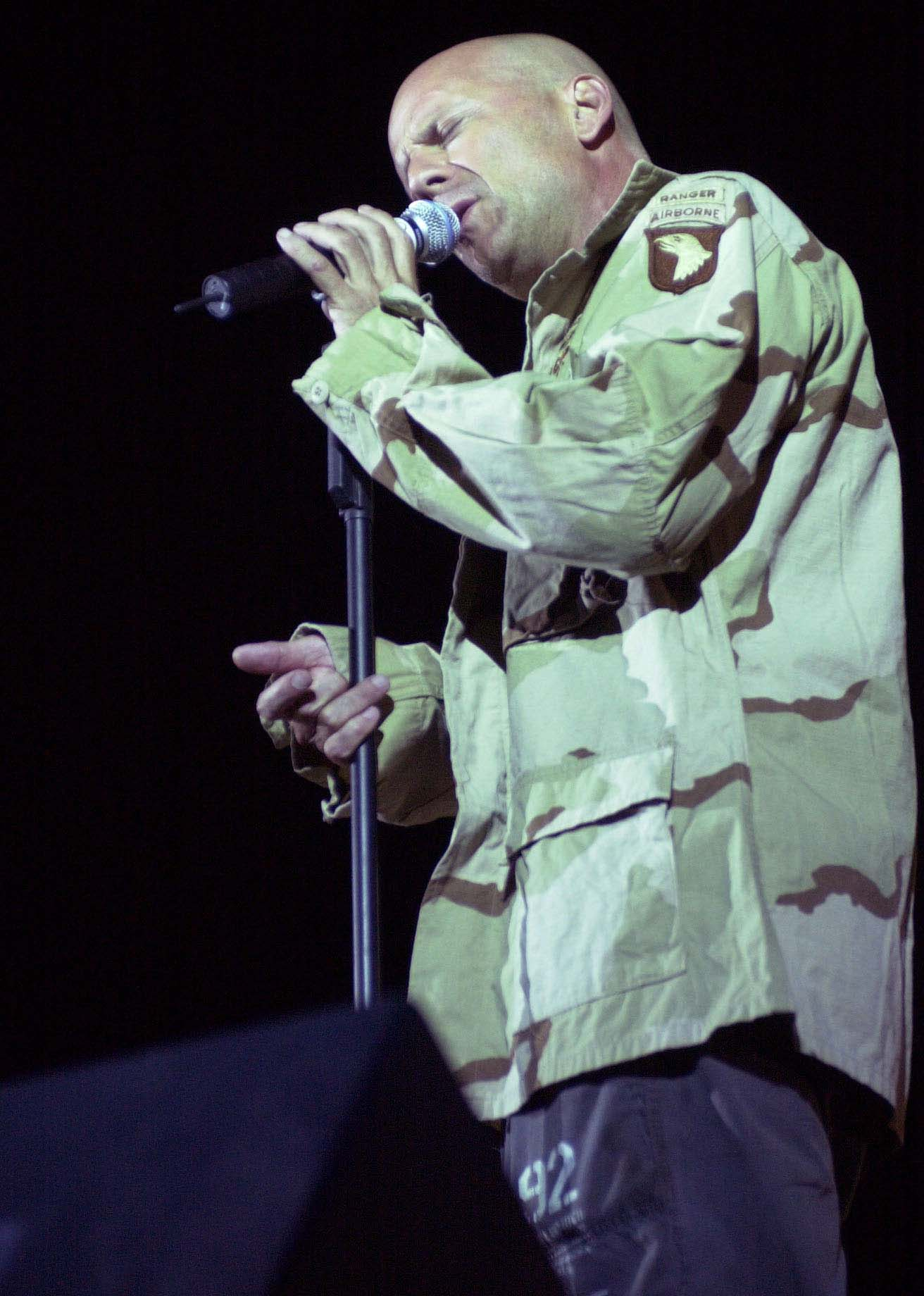
Willis na koncercie The Accelerators (2003)

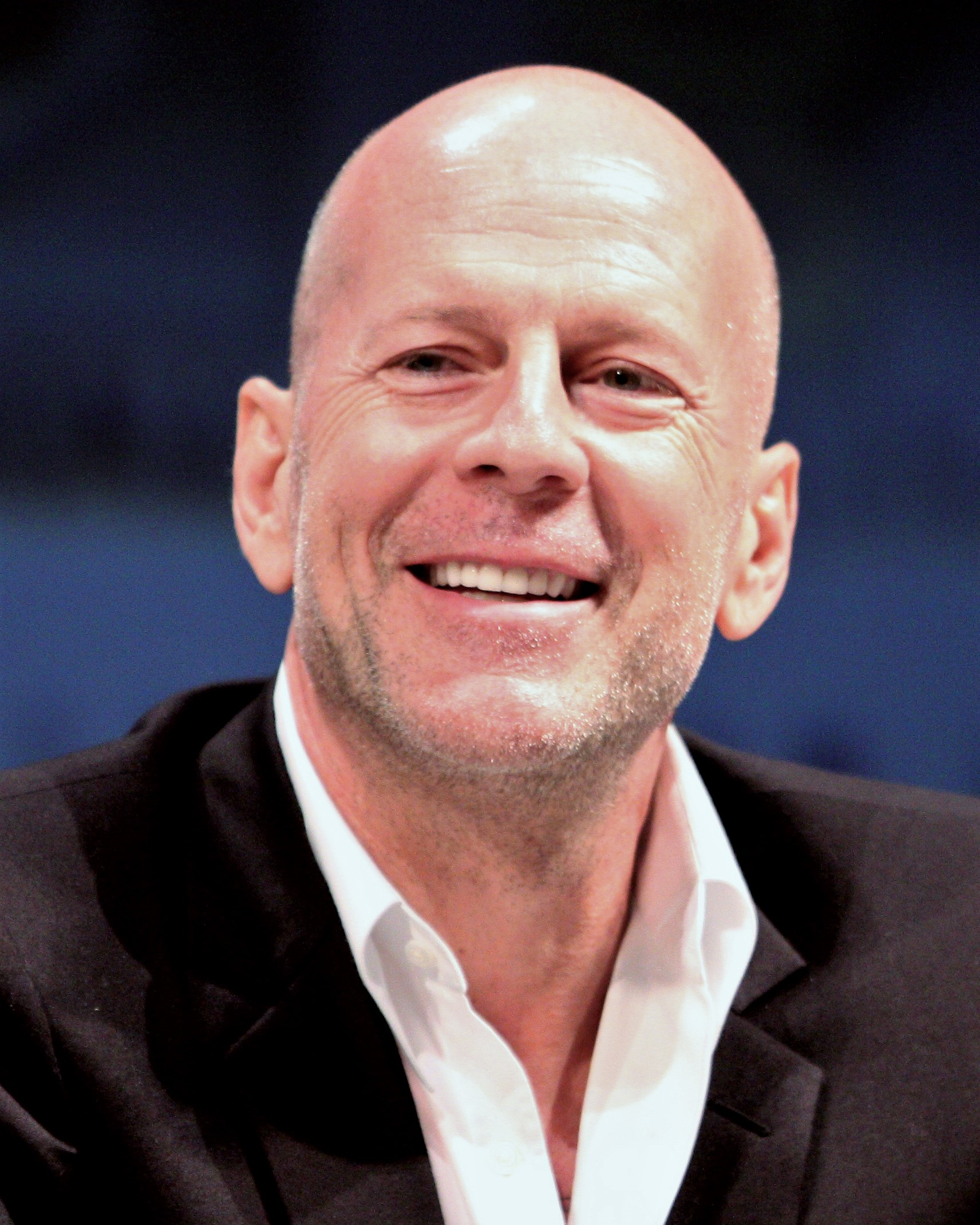
Willis (2010)

W 1975 zdał na wydział aktorski. Karierę aktorską rozpoczynał w teatrze. Na ekranie debiutował w 1980 epizodyczną rolą w dreszczowcu Briana G. Huttona Pierwszy śmiertelny grzech.
Po zagraniu niewielkich ról w kilku kolejnych produkcjach otrzymał angaż do roli Davida Addisona w serialu Na wariackich papierach, w którym grał w latach 1985–1989. Rola zapewniła mu rozpoznawalność oraz uznanie środowiska filmowego, które wyróżniło go nagrodą Emmy i Złotym Globem dla najlepszego aktora.
W 1988 pojawił się na ekranie w roli Toma Mixa w komedii Blake’a Edwardsa Zachód słońca oraz Johna McClane’a w sensacyjnym filmie akcji Szklana pułapka. W kolejnych latach zagrał bohatera w następnych sequelach serii: Szklana pułapka 2 (1990), Szklana pułapka 3 (1995), Szklana pułapka 4.0 (2007), Szklana pułapka 5 (2013). W latach 90. zagrał również tytułowe role w Hudsonie Hawku (1991), za którego scenariusz otrzymał Złotą Malinę, i Szakalu (1997) oraz główne role w filmach Ostatni skaut (1991), Ze śmiercią jej do twarzy (1992), Pole rażenia (1993), 12 małp (1995), Kod Merkury (1998),  Tylko miłość (1999) czy Śniadanie mistrzów (1999). Za rolę Harry’ego Stampera w Armageddon (1998) otrzymał Złotą Malinę dla najgorszego aktora.
W 2000 odebrał Złoty Glob za najlepszy gościnny występ w serialu komediowym (Przyjaciele). Na początku nowego tysiąclecia można było go zobaczyć w Niezniszczalnym (2000) i Dzieciaku (2000), następnie zagrał główne role we Włamaniu na śniadanie (2001), Łzach słońca (2003), Osaczonym (2005), 16 przecznicach (2006), Surogatach (2009), Fujarach na tropie (2010), Redzie (2010) i Redzie 2 (2013), Jak dogryźć mafii (2017) i Życzeniu śmierci (2018).
W 2022 rodzina aktora poinformowała w mediach społecznościowych, że Willis cierpi na afazję i w związku z ciężkim stanem zdrowia kończy karierę. 16 lutego 2023 r. bliscy aktora oświadczyli, że choroba postępuje i stwierdzono u niego nieuleczalną formę demencji – otępienie czołowo-skroniowe.

## Kariera muzyczna
Był liderem zespołu bluesowego „Bruce Willis and Blues Band”, w którym śpiewał i grał na harmonijce ustnej.

## Życie prywatne
21 listopada 1987 ożenił się z aktorką Demi Moore (ur. 1962). Rozwiedli się 18 października 2000. Para ma trzy córki: Rumer Glenn Willis (ur. 1988), Scout LaRue Willis (ur. 1991) i Tallulah Belle Willis (ur. 1994). 
21 marca 2009, dwa dni po swoich urodzinach, poślubił młodszą o 24 lata modelkę i aktorkę Emmę Heming. Mają dwie córki, Mabel Ray (ur. 1 kwietnia 2012) i Evelyn Penn (ur. 5 maja 2014).
Jest twarzą reklamową polskiej wódki Sobieski oraz jednym z właścicieli jej producenta – spółki Belvedere (3,3% akcji).
Choć nie udziela się politycznie, jest republikaninem.

## Filmografia
Aktor
- 1980: Ein Guru kommt (sceny wycięte) jako „Extra”
- 1980: Pierwszy śmiertelny grzech (The First Deadly Sin) jako mężczyzna wchodzący do baru
- 1982: Werdykt (The Verdict) jako obserwator na sali sądowej
- 1984: Policjanci z Miami (Miami Vice) jako Tony Amato (gościnnie)
- 1985: Strefa mroku (Twilight Zone: The Movie) jako Peter Jay Novins
- 1985–1989: Na wariackich papierach (Moonlighting) jako David Addison
- 1987: Randka w ciemno (Blind Date) jako Walter Davis
- 1988: Szklana pułapka (Die Hard) jako John McClane
- 1988: Zachód słońca (Sunset) jako Tom Mix
- 1988: The Return of Bruno jako Bruno Radolini
- 1989: Na wrogiej ziemi (In Country) jako Emmett Smith
- 1989: I kto to mówi (Look Who’s Talking) jako Mikey (głos)
- 1990: Szklana pułapka 2 (Die Hard 2) jako John McClane
- 1990: I kto to mówi 2 (Look Who’s Talking Too) jako Mikey (głos)
- 1990: Fajerwerki próżności (The Bonfire of the Vanities) jako Peter Fallow
- 1991: Hudson Hawk jako Hudson Hawk
- 1991: Ostatni skaut (The Last Boy Scout) jako Joe Hallenbeck
- 1991: Billy Bathgate jako Bo Widerberg
- 1991: Motywy zbrodni (Mortal Thoughts) jako James Urbanski
- 1992: Ze śmiercią jej do twarzy (Death Becomes Her) jako Ernest Menville
- 1993: Pole rażenia (Striking Distance) jako Tom Hardy
- 1993: Strzelając śmiechem (Loaded Weapon 1) jako właściciel nie tego domu
- 1994: Naiwniak (Nobody’s Fool) jako Carl Roebuck
- 1994: Pulp Fiction jako Butch Coolidge
- 1994: Małolat (North) jako narrator
- 1994: Barwy nocy (Color of Night) jako dr Bill Capa
- 1995: Cztery pokoje (Four Rooms) jako Leo (niewymieniony w czołówce)
- 1995: Szklana pułapka 3 (Die Hard: With a Vengeance) jako John McClane
- 1995: 12 małp (Twelve Monkeys) jako James Cole
- 1996: Beavis i Butt-Head zaliczają Amerykę (Beavis and Butt-Head Do America) jako Muddy Grimes
- 1996: Ostatni sprawiedliwy (Last Man Standing) jako John Smith
- 1997: Piąty element (The Fifth Element) jako Korben Dallas
- 1997: Szakal (The Jackal) jako „Szakal”
- 1997: Szaleję za tobą (Mad About You) jako on sam (gościnnie)
- 1998: Stan oblężenia (The Siege) jako gen. William Devereaux
- 1998: Kod Merkury (Mercury Rising) jako Art Jeffries
- 1998: Armageddon jako Harry Stamper
- 1999: Szósty zmysł (The Sixth Sense) jako Malcolm Crowe
- 1999: Ally McBeal jako dr Nickle
- 1999: Tylko miłość (The Story of Us) jako Ben Jordan
- 1999: Śniadanie mistrzów (Breakfast of Champions) jako Dwayne Hoover
- 2000: Przyjaciele (Friends) jako Paul Stevens (gościnnie)
- 2000: Niezniszczalny (Unbreakable) jako David Dunne
- 2000: Jak ugryźć 10 milionów (The Whole Nine Yards) jako Jimmy
- 2000: Dzieciak (The Kid) jako Russ Duritz
- 2001: Włamanie na śniadanie (Bandits) jako Joe Blake
- 2002: True West jako Lee
- 2002: Wojna Harta (Hart’s War) jako pułkownik William McNamara
- 2003: Pełzaki szaleją[15] (Rugrats Go Wild!) jako Spike (głos)
- 2003: Aniołki Charliego: Zawrotna szybkość (Charlie’s Angels: Full Throttle) jako William Rose Bailey
- 2003: Łzy słońca (Tears of the Sun) jako porucznik A.K. Waters
- 2004: Jak ugryźć 10 milionów 2 (The Whole Ten Yards) jako Jimmy „The Tulip” Tudeski
- 2004: Ocean’s Twelve: Dogrywka (Ocean’s Twelve) jako on sam
- 2005: Różowe lata siedemdziesiąte (That ’70s Show) jako Vic (gościnnie)
- 2005: Sin City: Miasto grzechu (Sin City) jako Hartigan
- 2005: Osaczony (Hostage) jako Jeff Talley
- 2006: Alpha Dog jako Sonny Truelove
- 2006: Fast Food Nation jako Harry
- 2006: Zabójczy numer (Lucky Number Slevin) jako pan Goodkat
- 2006: 16 przecznic (16 Blocks) jako Jack Mosley
- 2006: The Hip Hop Project jako on sam
- 2006: Skok przez płot[16] (Over the Hedge) jako R.J. (głos)
- 2007: Ktoś całkiem obcy (Perfect Stranger) jako Harrison Hill
- 2007: Szklana pułapka 4.0 (Live Free or Die Hard) jako John McClane
- 2007: Grindhouse: Planet Terror (Planet Terror) jako porucznik Muldoon
- 2008: Szkoła zgorszenia (Assassination of a High School President) jako John T. Kirkpatrick
- 2009: Surogaci (Surrogates) jako agent Greer
- 2010: Niezniszczalni (The Expendables) jako pan Church
- 2010: Fujary na tropie (Cop Out) jako Jimmy Monroe
- 2010: RED (Retired Extremely Dangerous) jako Frank Moses
- 2011: Mokra robota (Setup) jako Jack Biggs
- 2011: Paragraf 44 (Catch.44) jako Mel
- 2012: Niezniszczalni 2 (The Expendables 2) jako Church
- 2012: Kochankowie z Księżyca. Moonrise Kingdom (Moonrise Kingdom) jako kapitan Sharp
- 2012: Looper – Pętla czasu (Looper) jako stary Joe
- 2013: G.I. Joe: Odwet (G.I.Joe: Retaliation) jako Joe Colton
- 2013: Red 2 jako Frank Moses
- 2013: Szklana pułapka 5 (A Good Day to Die Hard) jako John McClane
- 2014: Książę (The Prince) jako Omar
- 2014: Sin City 2: Damulka warta grzechu (Sin City: Dame to Kill For) jako Hartigan
- 2015: Ocalenie (Extraction) jako Leonard Turner
- 2015: Vice: Korporacja zbrodni (Vice) jako Julian
- 2015: Rock the Kasbah jako Bombay Brian
- 2016: Cenny ładunek (Precious Cargo) jako Eddie Pilosa
- 2016: Maruderzy (Marauders) jako Hubert
- 2016: Split (Split) jako David Dunn
- 2017: Jak dogryźć mafii (Once Upon a Time in Venice) jako Steve Ford
- 2017: Pierwszy strzał (First Kill) jako Marvin Howell
- 2018: Życzenie śmierci (Death Wish) jako Paul Kersey
- 2018: Odwet (Reprisal) jako James
- 2019: Glass[17] (Glass) jako David Dunn
- 2019: Osierocony Brooklyn (Motherless Brooklyn) jako Frank Minna
- 2019: 10 minut (10 minutes) jako Rex
- 2019: Trauma Center jako Detektyw Wakes
- 2019: Between Two Ferns: Film (Between Two Ferns: The Movie) jako on sam
- 2020: Arka przetrwania (Breach) jako Clay
- 2020: Plan ocalenia (Hard Kill) jako Chalmers
- 2020: Przetrwać do świtu (Survive the Night) jako Frank
- 2021: Poza prawem (Out of Death) jako Jack Harris
- 2021: Midnight in the Switchgrass jako Karl Helter
- 2021: Kosmiczny grzech (Cosmic Sin) jako James Ford
- 2021: McClane jako John McClane
- 2021: Impas (Deadlock) jako Ronald Whitlock
- 2022: Pomścić córkę (Vendetta) jako Donald Fetter
- 2022: Corrective Measures jako Julius Loeb
- 2022: Survive the Game jako David
- 2022: W złym miejscu (Wrong Place) jako Frank
- 2022: Na podsłuchu (Wire Room) jako Shane Mueller

Producent
- 2000: Jak ugryźć 10 milionów (The Whole Nine Yards)
- 2003: Łzy słońca (Tears of the Sun)
- 2005: Osaczony (Hostage)
- 2006: 16 przecznic (16 Blocks)
- 2006: Całe szczęście (Just My Luck)
- 2007: Szklana pułapka 4.0 (Live Free or Die Hard)
- 2013: Szklana pułapka 5 (A Good Day to Die Hard)[18]

Producent wykonawczy
- 2002: True West
- 2002: Łowca krokodyli (The Crocodile Hunter: Collision Course)
- 2004: Dotyk zła (Touching Evil)
- 2006: The Hip Hop Project

## Dyskografia
Albumy studyjne

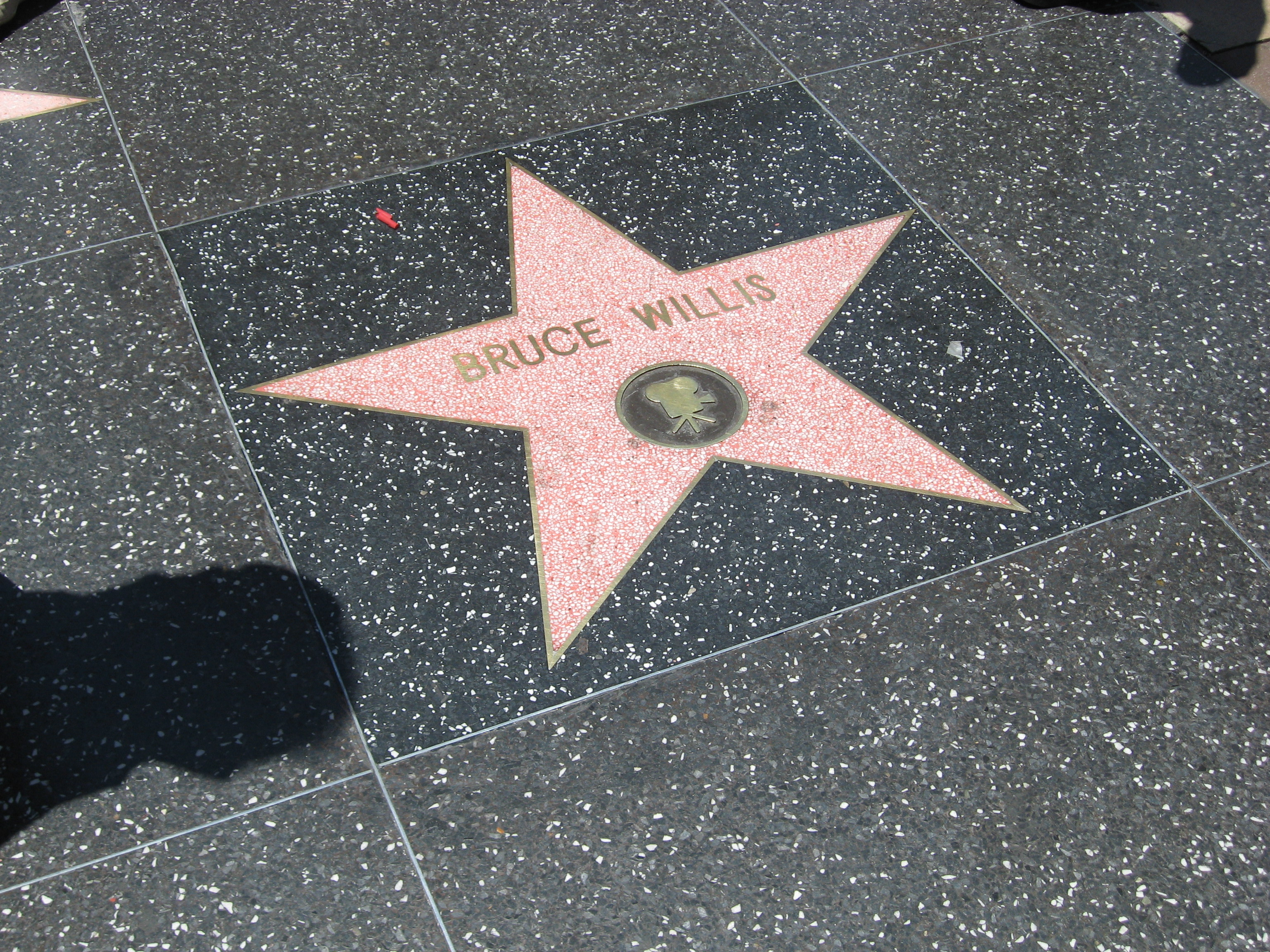
Gwiazda na Hollywood Walk of Fame

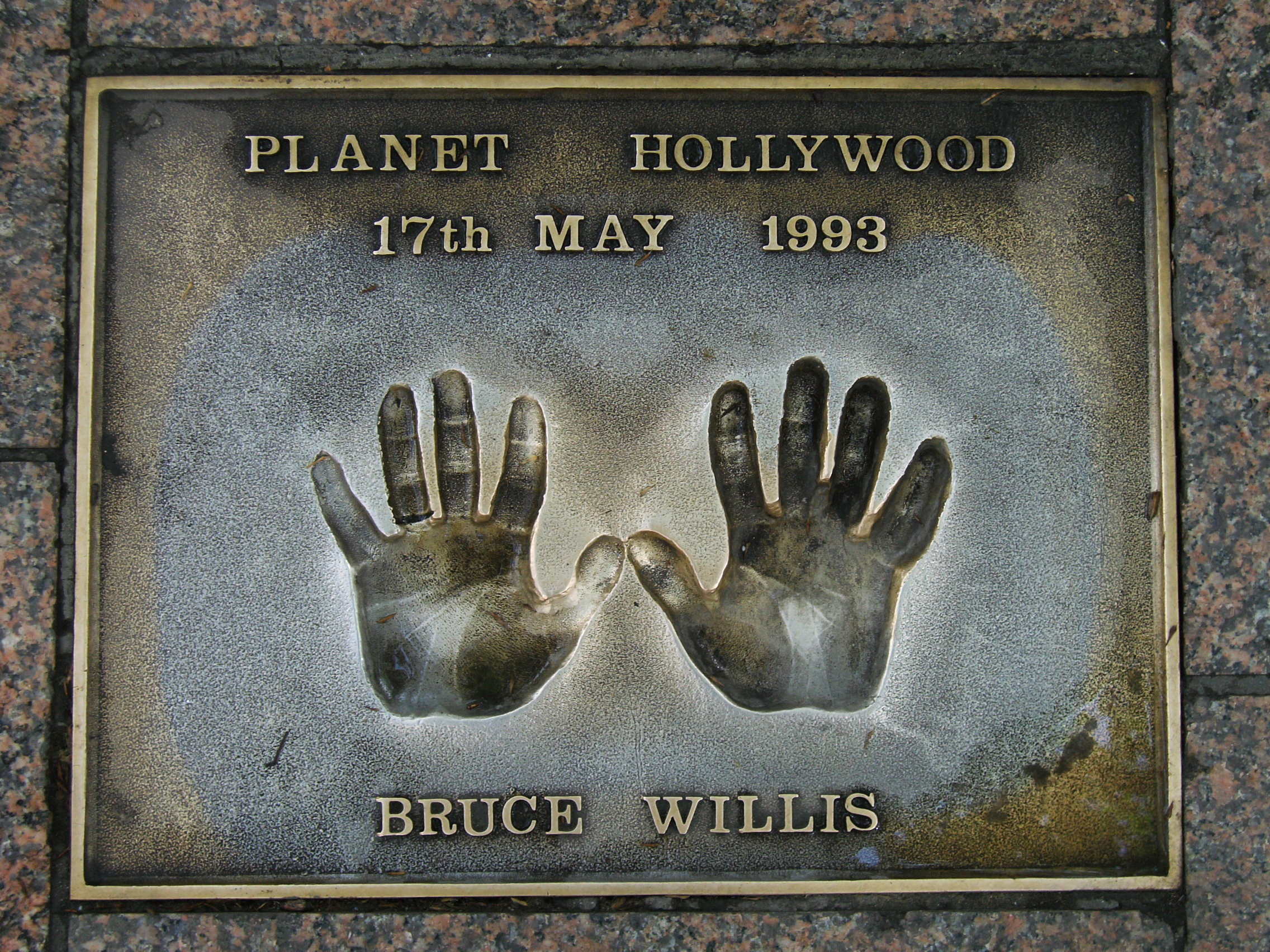
Odciski dłoni Bruce’a Willisa na Leicester Square w Londynie

- 1987 – The Return of Bruno (Motown)
- 1989 – If It Don’t Kill You, It Just Makes You Stronger (Motown/Pgd)
- 2001 – Classic Bruce Willis: The Universal Masters Collection (Polygram Int'l)

## Odznaczenia
- 2005: Oficer Orderu Sztuki i Literatury (Francja)[5].

## Nagrody
- Złoty Glob:
  - Najlepszy aktor w serialu komediowym lub musicalu: 1987 Na wariackich papierach
  - Najlepszy gościnny występ w serialu komediowym – aktor: 2000 Przyjaciele
- Nagroda Emmy
  - Najlepszy aktor w serialu dramatycznym: 1987 Na wariackich papierach
  - Najlepszy gościnny występ w serialu komediowym – aktor za Przyjaciele (1994)
- Złota Malina:
  - Najgorszy scenariusz:  1992 Hudson Hawk
  - Najgorszy aktor: 1999 Armageddon
  - Antynagroda za „Najgorszy film z udziałem Bruce'a Willisa z 2021 roku” (Kosmiczny grzech) została wycofana
- People’s Choice
  - 1986: Kryształowa Statuetka – Ulubiony artysta w nowym serialu[18]